# Powerplay (Film)
Powerplay (Originaltitel: The Fourth War) ist ein US-amerikanisches Filmdrama aus dem Jahr 1990. Regie führte John Frankenheimer, das Drehbuch schrieben Stephen Peters und Kenneth Ross nach einem Roman von Stephen Peters. Die Hauptrollen spielten Roy Scheider und Jürgen Prochnow.

## Handlung
Colonel Jack Knowles der US Army steht vor einem Militärgericht. In einer Rückblende wird erzählt, wie es dazu gekommen ist.
Der hochdekorierte, aber hitzköpfige Vietnamkriegs-Held Knowles wird im Jahr 1988 Befehlshaber einer Einheit, die an der Grenze zwischen der Bundesrepublik Deutschland und der Tschechoslowakei stationiert ist. Die russische Einheit auf der anderen Seite der Grenze befehligt Oberst Valachev, ein Veteran des Afghanistan-Krieges. Beide beginnen während eines Grenzvorfalls, bei dem ein Mann bei einem Fluchtversuch stirbt, ein Katz-und-Maus-Spiel. Es kommt wiederholt zu Provokationen. Knowles überfällt einen Grenzposten der Russen und demütigt die Soldaten, indem er sie zwingt, für ihn Happy Birthday zu singen. Oberst Valachev jagt mit einer Boden-Boden-Rakete den Geländewagen von Colonel Knowles in die Luft, Knowles in Revanche einen Grenzturm. Sein vorgesetzter General fordert ihn auf, den Privatkrieg einzustellen.
Valachev stellt Knowles eine Falle, indem er eine Frau zu ihm schickt, die ihn um Hilfe beim illegalen Grenzübertritt bittet, weil sie in Deutschland lebt und ihre Tochter in der Tschechoslowakei aufwächst. Knowles geht mit ihr über die Grenze, durchschaut aber die Falle. Er entführt Valachev, es kommt zum Handgemenge in dessen Jeep, der sich überschlägt. Valachev verfolgt Knowles bis zum Grenzfluss, im Wasser kommt es zum Nahkampf. Die amerikanischen und die russischen Soldaten rücken mit Panzern und Hubschraubern an. Erst als die beiden Offiziere auf ihren Körpern die Laserstrahlen der Zielgeräte der Gewehre sehen, stoppen sie.
Der Film endet mit einem Zitat Albert Einsteins, dass er nicht wisse, mit welchen Waffen der Dritte Weltkrieg ausgetragen werde, aber dass es im Vierten Weltkrieg Steinschleudern (im Original Stöcke und Steine) sein würden.

## Hintergründe
Die Dreharbeiten fanden in Kanada statt. Der Film hatte im Januar 1990 Premiere und kam am 8. März 1990 in die deutschen Kinos. Das Einspielergebnis in den Kinos der USA betrug ca. 1,3 Millionen US-Dollar.

## Kritiken
Das Branchenblatt Variety nennt Powerplay einen gut gemachten, auch in den Nebenrollen gut besetzten Thriller vor dem Hintergrund des Kalten Krieges („a well-made Cold War thriller“). Von Frankenheimer mit Sinn für Humor und Spannung straff in Szene gesetzt, zeige der Film, wie die Fehde zweier Männer sich zu einer Auge in Auge-Konfrontation aufschaukelt, die jederzeit außer Kontrolle geraten könne („Tightly directed by Frankenheimer with an eye for comic relief as well as tension maintenance, The Fourth War holds the fascination of eyeball-to-eyeball conflict“). Das Lexikon des Internationalen Films urteilt hingegen wenig beeindruckt: „Kalte Krieger stellen in diesem ebenso ärgerlichen wie langweiligen Film den Motor einer Handlung, in der viel von Frieden die Rede ist, aber pausenlos Krieg gezeigt wird.“
Der Washington Post-Rezensent Hal Hinson hält die Grundidee des Films für derart surrealistisch unwahrscheinlich, dass sie, weniger ernsthaft umgesetzt, sogar zu launiger Unterhaltung taugen würde („The premise is so surrealistically improbable that if Frankenheimer’s approach weren’t so straight-faced it might be preposterously entertaining“). Dem Regisseur gelinge es jedoch nicht, das Potential an verrückten Ideen, die das Drehbuch bereithält, auszunutzen („But the director […] fails to exploit the loony potential in Stephen Peters and Kenneth Ross’s script“).
Roger Ebert schreibt in der Chicago Sun-Times, dass Powerplay wohl der letzte Kalter Krieg-Film und zugleich der erste der Nachfolge-Ära sein dürfte. Obwohl der Film auf gut gemachten Action-Szenen aufbaue und mit einigen Überraschungen aufwarte, sei er im Grunde eine psychologische Studie eines Mannes („essentially a psychological study“), der an seine Grenzen gerät („portrait of this soldier on the edge“) und Opfer der eigenen Konditionierung wird, mit Roy Scheider in einer Rolle nicht unähnlich der von Laurence Harvey in Frankenheimers Meisterwerk Botschafter der Angst. Harry Dean Stanton stelle als dessen Vorgesetzter in einer Monologszene zudem seine darstellerischen Qualitäten eindrucksvoll unter Beweis („we’re reminded of what a powerful actor he is“). Filme wie Powerplay seien, konstatiert Ebert abschließend, nicht zuletzt eine Mahnung, dass Hollywood 45 Jahre nach Ende des Zweiten Weltkrieges und nun, da sich auch der Kalte Krieg einem Ende zuneige und sich selbst in Südafrika Veränderungen abzeichnen, langsam die Bösewichte ausgehen („a reminder that Hollywood is running low on villains. The Nazis were always reliable, but World War II ended 45 years ago. Now the Cold War is winding down, and just when „Lethal Weapon 2“ introduced South African diplomats as bad guys, de Klerk came along to make that approach unpredictable“).